# Pamanavil
Pamanavil är en ort i Mexiko.   Den ligger i kommunen Ocosingo och delstaten Chiapas, i den sydöstra delen av landet, 800 km öster om huvudstaden Mexico City. Pamanavil ligger 893 meter över havet och antalet invånare är 140.
Terrängen runt Pamanavil är kuperad åt nordost, men åt sydväst är den bergig. Runt Pamanavil är det glesbefolkat, med 16 invånare per kvadratkilometer. Närmaste större samhälle är San Salvador, 2,5 km söder om Pamanavil. Omgivningarna runt Pamanavil är en mosaik av jordbruksmark och naturlig växtlighet.